# 春のかたみ
「春のかたみ」（はるのかたみ）は、元ちとせの7枚目のシングル。2006年3月8日発売。発売元はエピックレコードジャパン。

## 解説
フジテレビ系テレビアニメ「怪 〜ayakashi〜」エンディングテーマ。カップリング曲「Perfect」は、フェアーグラウンド・アトラクションのカバー。

## 収録曲
1. 春のかたみ
（作詞・作曲:松任谷由実、編曲:松任谷正隆）
2. 愛という名の贈りもの
（作詞:HUSSY_R、作曲・編曲:間宮工）
3. Perfect
（作詞・作曲:Mark Edward Cascian Nevin、編曲:間宮工）

## 収録アルバム
春のかたみ
- ハナダイロ
- 語り継ぐこと

愛という名の贈りもの
※アルバム未収録
Perfect
- Occident